# Salisbury (Connecticut)
Salisbury è un comune di 3.977 abitanti degli Stati Uniti d'America, situato nella contea di Litchfield nello Stato del Connecticut.